# 查鲁·马宗达
查鲁·马宗达（1919年5月15日—1972年7月28日）是印度毛派革命家、印度共产党（马列）首任总书记。

## 生平
1919年5月15日出生于西里古里的进步地主家庭，他的父亲是印度自由斗士。1938年自大学辍学。1937至1938年加入印度国民大会党，尝试组织生产比迪烟的工人。然后在印度共产党（印共）的农民阵线工作。很快一纸逮捕令迫使他转入地下工作。虽然印共在第二次世界大战期间被取缔，他坚持印共的活动，成为印共杰尔拜古里县委员会委员。这促使他于1943年孟加拉饥荒期间在杰尔拜古里县组织了夺粮运动，取得了成果。1946年，他参与了三一减租运动，并从事西孟加拉邦的无产阶级斗争，使得他的革命立场更加激进。之后他在大吉岭的茶园工人中工作。
1948年印共被取缔，他入狱三年。1954年2月，他娶了Lila Mazumdar Sengupta，她也是杰尔拜古里县的印共成员。这对夫妇搬到了西里古里，此地成为查鲁·马宗达多年的活动中心。他带病的父亲和未嫁的妹妹生活在那里。1962年他遭到短暂监禁。
1960年代中期，马宗达在北孟加拉组织印共（马）内的左派。1967年前后他发表八篇文章，被认为是纳萨尔运动的思想基础。1967年在西里古里地区爆发了纳萨尔巴里起义，由他的同志卡努·桑亚尔领导。同年，马宗达建立了全印共产主义革命者协调委员会。在1969年建立印度共产党（马列），被选为总书记。1971年，印共（马列）发生分裂，反对派指控马宗达为“托派冒险家”，并宣布将其开除出党。1972年7月16日，马宗达在藏匿地点被捕。1972年7月28日凌晨4点死于心肌梗死。“甚至连尸体也没有交给他的家人，警察陪同直系亲属将尸体运送到火葬场，整个地区被封锁，他的身体被置于火中时，没有其他亲属被允许进入”，印共（马列）记录写道。